# Konstantin Rodzaevsky
Konstantin Vladimirovich Rodzaevsky (em russo: Константин Владимирович Родзаевский; Blagoveshchensk, 11 de agosto [Calend. juliano: 29 de julho] 1907 – Moscou, 30 de agosto de 1946) foi o líder do Partido Fascista Russo, que liderou no exílio da Manchúria. Rodzaevsky também foi o editor-chefe do jornal RFP Nash Put. Após a derrota das forças anticomunistas na Guerra Civil Russa, ele fugiu para a Manchúria em 1925 e acabou se tornando a figura principal do movimento fascista russo. Ele foi atraído pelo NKVD para retornar à União Soviética com falsas promessas de imunidade e foi executado no porão de uma prisão em  Lubyanka após um julgamento por "atividades antissoviéticas e contrarrevolucionárias".

## Biografia
Konstantin Vladimirovich Rodzaevsky nasceu em uma pequena cidade na cidade de Blagoveshchensk, Império Russo em 11 de agosto de 1907. A família de Konstantin era decididamente de classe média e fazia parte de um status bastante raro e frágil da burguesia siberiana. Vladimir Ivanovich, seu pai, era um cavalheiro que trabalhava como notário e era formado em direito. Sua mãe, Nadezhda Mikhailovna, era de uma antiga família de Blagoveshchensk e se dedicou a criar Konstantin ao lado de seu irmão mais novo, Vladimir, e suas duas irmãs, Nadezhda e Nina. Mais notavelmente, Konstantin tornou-se em algum momento membro do Komsomol durante sua adolescência. 

## Fascismo no Extremo Oriente
Inesperadamente para sua família, Rodzaevsky fugiu da União Soviética para a Manchúria em 1925. Em Harbin, Rodzaevsky ingressou na academia de direito e se juntou à Organização Fascista Russa. Em 26 de maio de 1931, ele se tornou o Secretário-Geral do recém-criado Partido Fascista Russo; em 1934, o Partido se fundiu com a Organização Fascista Pan-Russa de Anastasy Vonsyatsky, e Rodzaevsky se tornou seu líder. Ele se inspirou em Benito Mussolini e também usou a suástica como um dos símbolos do movimento. 
Rodzaevsky reuniu em torno de si guarda-costas selecionados pessoalmente, usando o simbolismo do antigo Império Russo e símbolos nacionalistas russos; assim como os camisas negras italianas, os fascistas russos usavam uniformes pretos com cintos pretos cruzados. As camisas pretas de Rodzaevsky estavam armadas com armas obtidas do Exército Imperial Japonês. Eles criaram uma organização internacional de emigrantes brancos com um escritório central em Harbin, a "Moscou do Extremo Oriente", e fizeram conexões em vinte e seis nações ao redor do mundo. O mais importante desses postos internacionais era na cidade de Nova York. 

## Manchukuo

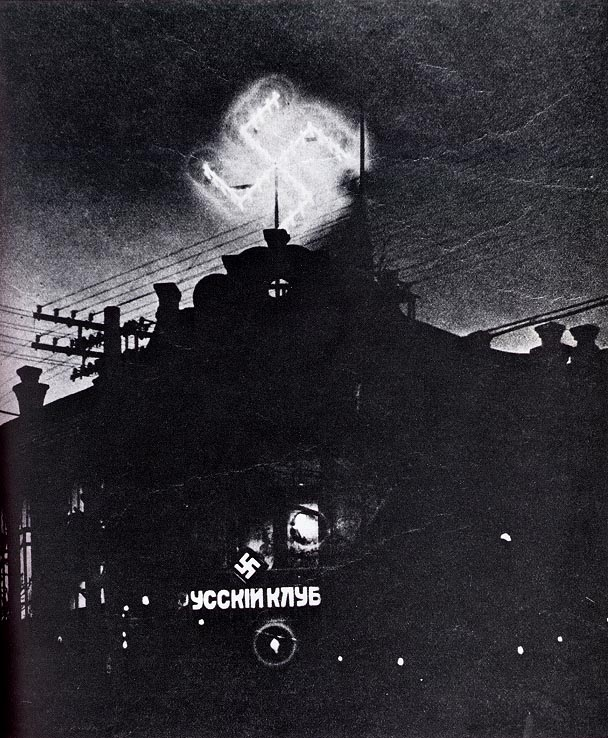
Sede do Partido Fascista Russo em Manzhouli, Manchukuo.

Rodzaevsky tinha cerca de 12.000 seguidores em Manchukuo. Durante o 2.600º aniversário da fundação do Império do Japão, Rodzaevsky, com um seleto grupo de pessoas, prestou homenagem ao Imperador Hirohito na celebração oficial na região. 

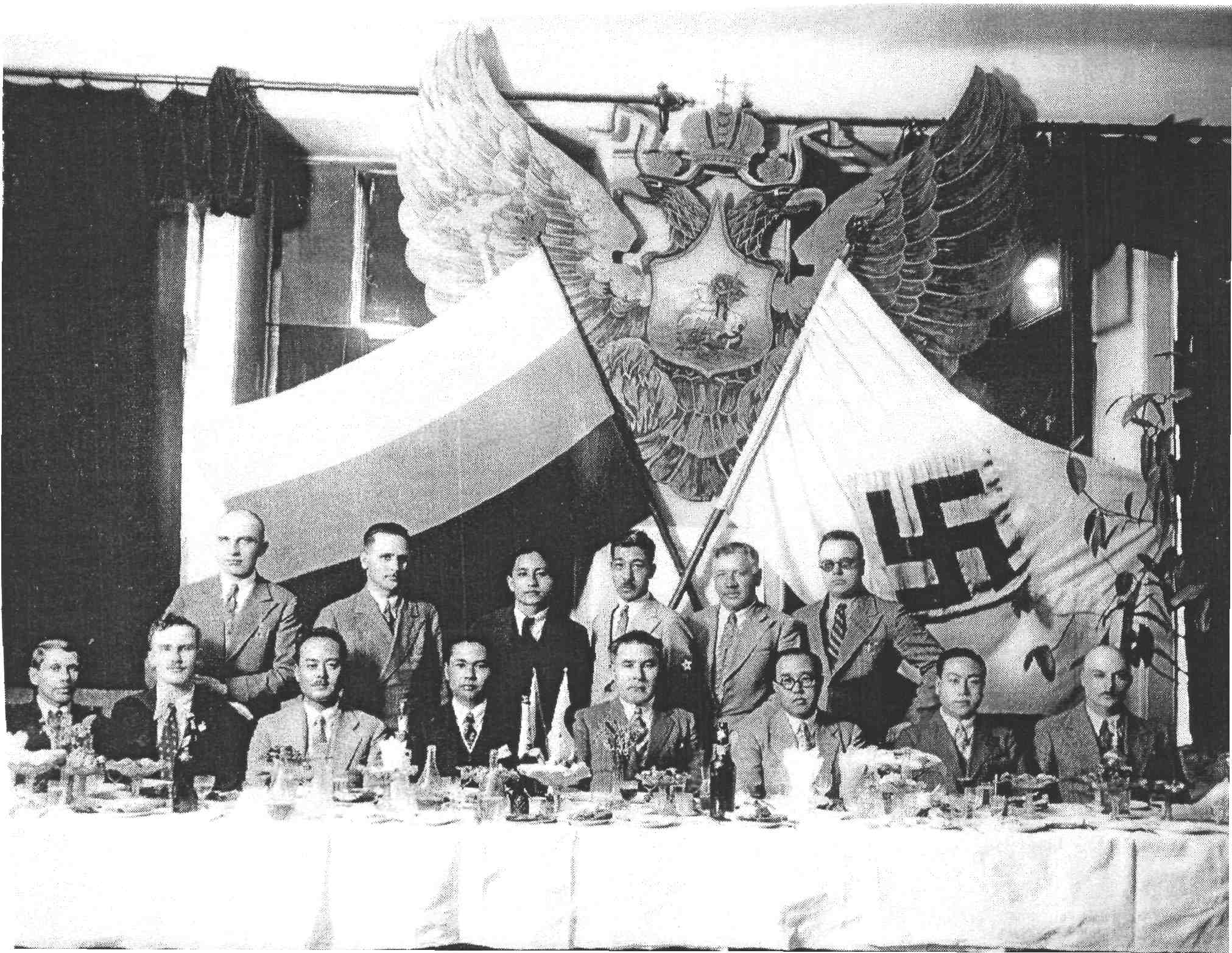
Rodzaevsky (sentado em segundo lugar da esquerda), L. F. Vlasyevsky (sentado em quarto lugar da direita) e, à direita dele, Akiko Toshi. Banquete em Harbin por ocasião do estabelecimento do Bureau para Emigrantes Russos no Império Manchu. Dezembro de 1934.

Os fascistas instalaram uma grande suástica iluminada por luz neon em sua filial em Manzhouli (Manchouli), cerca de 3km da fronteira soviética. Ela foi mantida acesa dia e noite para dar uma demonstração de poder contra o governo soviético. Rodzaevsky aguardava o dia em que, deixando essas placas na fronteira russa, lideraria as forças brancas antissoviéticas, juntando-se ao general branco Kislitsin e às forças japonesas, na batalha para "libertar o povo da Rússia do domínio soviético". Seus principais atos militares envolveram o treinamento do Destacamento Asano, uma força especial inteiramente étnica russa no Exército de Kwantung, organizada para realizar sabotagem contra as forças soviéticas em caso de qualquer invasão japonesa da Sibéria. O Japão estava aparentemente interessado em criar um regime Russo Branco na Manchúria Russa. 

## Segunda Guerra Mundial e execução
Durante a Segunda Guerra Mundial, Rodzaevsky tentou lançar uma luta aberta contra o bolchevismo, mas as autoridades japonesas limitaram as atividades da RFP a atos de sabotagem na União Soviética. Um notório antissemita, Rodzaevsky publicou numerosos artigos nos jornais do partido Nash Put' e The Nation; ele também foi o autor do folheto "Judas' End "  e do livro "A judaização contemporânea do mundo ou a questão judaica no século XX ". 

Após a invasão soviética da Manchúria e a ocupação iminente, Rodzaevsky fugiu de Harbin e mudou-se para Xangai, deixando sua família para trás.  No final da guerra, Rodzaevsky teve o que chamou de "crise espiritual". Ele afirmou que o regime de Josef Stalin estava evoluindo para um regime nacionalista. Rodzaevsky disse que agora entendia que o stalinismo era a personificação e realização ideal do "nosso fascismo russo". Em uma longa carta pessoal, ele se explicou, deu desculpas e admitiu seus erros. Ele admitiu ter participado de atividades antissoviéticas, mas disse que eram "atos contra a pátria por amor à pátria".  Ele disse que estava errado em apoiar a Alemanha, mas que acreditava que Hitler poderia ajudar a Rússia exterminando os judeus. A carta também mostrou semelhanças impressionantes com as doutrinas do Nacional Bolchevismo, com Rodzaevsky dizendo que ele era agora um "comunista nacional e stalinista convicto":
Fiz um apelo a um líder desconhecido,... capaz de derrubar o governo judeu e criar uma nova Rússia. Não consegui perceber que, pela vontade do destino, do seu próprio génio e de milhões de trabalhadores, o camarada J.V. Stalin, o líder dos povos, se tinha tornado este líder desconhecido.
Rodzaevsky implorou pessoalmente perdão a Stalin, referindo-se a si mesmo como "seu escravo indigno".  Em resposta, os soviéticos lhe ofereceram anistia e um emprego como jornalista em um de seus jornais. Rodzaevsky retornou, apenas para ser preso ao chegar (junto com seu colega de partido Lev Okhotin). O julgamento, que começou em 26 de agosto de 1946, foi amplamente coberto pela imprensa soviética. Foi inaugurado pelo presidente do Colégio Militar da Suprema Corte da União Soviética, Vasily Ulrikh. Rodzaevsky e outros líderes do RFP foram acusados de agitação antissoviética, criação do Partido Fascista Russo e distribuição de propaganda antissoviética entre exilados do Exército Branco e criação de organizações antissoviéticas semelhantes na China, Europa e Estados Unidos. Além disso, de acordo com o veredito, ele estava envolvido na preparação de um ataque à União Soviética, junto com vários generais japoneses, além de organizar pessoalmente espiões e grupos terroristas contra a União Soviética com a cooperação da inteligência alemã e japonesa. Todos os réus declararam-se culpados. 
Rodzaevsky foi condenado à morte. Também foram condenados a diversas punições Grigory Semyonov, Lev Fillipovich Vasilevsky, Aleksei Proklovich Baksheev, Lev Okhotin, Ukhtomsky e outros. Rodzaevsky foi executado no porão de uma prisão de Lubyanka em 30 de agosto de 1946.
Em 2001, o último livro de Rodzaevsky, O Último Testamento de um Fascista Russo ("Zaveshchanie russkogo fashista"), foi publicado na Rússia. Em 11 de outubro de 2010, devido a uma decisão do Tribunal Distrital Central de Krasnoyarsk, o livro foi reconhecido na Rússia como material extremista e foi incluído na Lista Federal de Materiais Extremistas (nº 861).